# Mùa động dục
Mùa động dục hay Mùa động cỡn (Rut) là mùa giao phối của các loài động vật có vú bao gồm động vật nhai lại (như hươu, nai, cừu, lạc đà, dê, linh dương sừng nhánh, bò rừng, hươu cao cổ, linh dương) cho đến những loài thú khác như chồn hôi (skunk), ngựa và voi. Mùa động cởn được đặc trưng nhận biết ở những con đực bằng việc gia tăng nồng độ hóc-môn testosterone, biểu hiện rõ nét dị hình lưỡng tính về mặt cơ thể (thể hiện sự nam tính), gia tăng sự hung hăng và sự thu hút mạnh mẽ đối với những con cái (hiện tượng nứng), chúng sẽ có những động tác biểu hiện sinh lí bị kích thích mạnh khi có đòi hỏi về tính dục gọi là nhảy cỡn. Động cỡn là hiện tương động dục nhưng không phải là động đực vì động đực là biểu hiện ở những cá thể giống cái ở thời kì động dục, muốn gần con đực để giao phối.
Con đực của loài có thể tự đánh dấu mình bằng việc la lết, đằm mình trong những vũng bùn để tắm mồ hôi, trải qua những thay đổi sinh lý, thể chất hoặc thực hiện sự khoe mẽ, phô trương những đặc trưng để làm cho chúng có bề ngoài trở nên hấp hơn đối với những cá thể giống cái. Con đực cũng sử dụng khứu giác để dụ dỗ con cái giao phối bằng cách tiết ra từ tuyến nôi tiết và chà lên nước tiểu của chính chúng để lưu lại mùi hương cho con cái đánh hơi. Trong thời gian động cởn, những con thú đực thường chà gạc hoặc sừng trên cây hoặc cây bụi, chiến đấu sinh tử với nhau, đắm mình trong bùn hoặc bụi, tự bôi dịch nhờn lên cơ thể. Những màn biểu diễn này làm cho những con đực dễ nhận được sự chú ý và giúp ích cho chúng trong việc lựa chọn bạn tình của con cái.

## Các loài

### Hươu đuôi trắng
Mùa động cởn của loài hươu đuôi trắng (Odocoileus virginianus) thường kéo dài ba tuần ở Bắc bán cầu và có thể diễn ra hầu hết các năm ở vùng nhiệt đới. Mùa động cởn là thời gian khi hươu đuôi trắng, đặc biệt là những con đực trở nên hoạt động tích cực hơn và ít có sự cảnh giác hơn bình thường. Điều này làm cho chúng dễ bị săn lùng hơn, cũng như dễ bị va chạm với xe cơ giới hơn. Các con hươu được có một điều tâm trí chung của mình tại thời điểm này trong năm là để tìm càng nhiều càng tốt nhưng con hươu nái. Khi tìm thấy, nó sẽ đuổi theo nhiều con hươu nái trong nhiều tuần, hầu như không ăn uống gì cả và hậu quả là nó thường hao mòn, hốc hác vào cuối mùa sinh sản. Một con nai đuôi trắng có thể bị động dục lên đến 72 giờ, và có thể bị động dục tới bảy lần nếu nó không giao phối còn những con nai đực có thể bị động dục tới bốn lần hoặc nhiều hơn nếu chúng không giao phối.
Các mùa động cởn có thể bắt đầu vào cuối tháng Chín, và có thể kéo dài tất cả các cách thức thông qua các tháng mùa đông. Hươu đực thường bắt đầu quá trình này khi nhung sừng rụng xuống, và nó có thể kéo dài tất cả các cách cho đến khi chúng bắt đầu đổ gạc. Ngày cao điểm trung bình ở Mỹ là ngày 13 tháng 11. Khoảng thời gian này, các con hươu đực biểu hiện rất tích cực. Có rất nhiều hành vi mà một con hươu đực sẽ thể hiện trong mùa động cởn. Trong thời gian trước đó, những con hươu đực sẽ đánh nhau chí tử. Nhưng cũng có những hành vi hung hăng cường độ thấp, chủ yếu là đẩy nhau và xô đẩy. Những con hươu đực có các kích cỡ khác nhau sẽ làm điều này với nhau. Sau khi kết thúc, một con đực sẽ chà gạc của mình trên cây, và làm cho vết xước trên mặt đất với móng guốc của mình: cả hai đều là cách một con đực sẽ đánh dấu lãnh thổ của mình và tuyên bố sự thống trị của mình trước các con hươu đực khác. Những hoạt động này thường được thực hiện vào ban đêm.

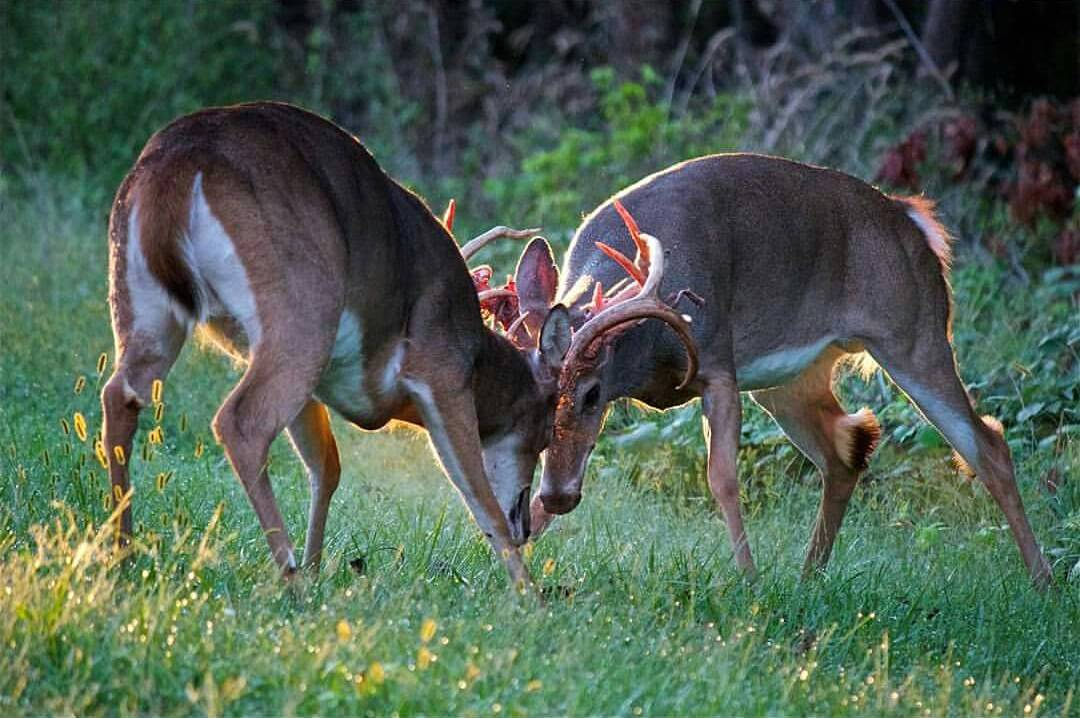
Hai con hươu đuôi trắng đang chiến đấu

Các hành vi nổi bật nhất của tất cả trong thời gian cao điểm của mùa động cởn là sự đánh nhau chí tử của các con đực, nơi những con đực thể hiện sự thống trị thực sự của chúng trước những con khác. Trong chiến đấu, những con hươu đực thường chiến đấu với những con nai có kích thước tương tự, và những con hươu đực nhỏ thường không thách thức những con lớn trưởng thành: thường xuyên hơn không, những con hươu đực nhỏ hơn sẽ e sợ những con hươu đực trưởng thành hơn và rời khỏi hoặc tránh lãnh thổ của những hươu đang thống trị. Các trận chiến có thể tiếp tục, và kẻ chiến thắng sẽ tiếp quản một nhóm. Một số chiến đấu diễn ra cho đến khi chết, và nếu không, không phải là bất thường khi thấy một trong số chúng bị thương.
Hao tổn năng lượng của việc theo đuổi và chiến đấu trong mùa sinh sản có thể dẫn đến một con hươu đực sụt cân nghiêm trọng, với một số nghiên cứu cho thấy chúng có thể sụt gần 20% trọng lượng cơ thể. Trung bình, một con hươu đực trước mùa sinh sản có thể nặng tới 180 pound (82 kg). Sau khi đã trải qua giai đoạn động con, nó có thể mất khoảng 50 kg (23 kg) trọng lượng, khá lớn, đặc biệt khi chuyện dó chỉ diễn ra trong vài tháng. Trong thời gian sau, một con nai đực sẽ cần phải bổ sung vào cơ thể của mình để bù lại trọng lượng và năng lượng mà nó đã mất. Có những con nai sẽ tìm một chỗ ngủ và sẽ vẫn "bất động" trong một thời gian dài, thậm chí đến mức độ khoảng hai ngày, như là việc lịm đi. Sau khi nghỉ ngơi, nó sẽ thức dậy và bắt đầu cho ăn dữ dội, cố gắng hấp thụ tất cả các chất dinh dưỡng mà cơ thể của nó đòi hỏ. Cây trồng có nhiều hạt carbohydrate cao là rất lý tưởng và một con nai đực có thể được tìm thấy ở đây thường xuyên, ăn uống và nhận chất dinh dưỡng.

### Hươu hoang

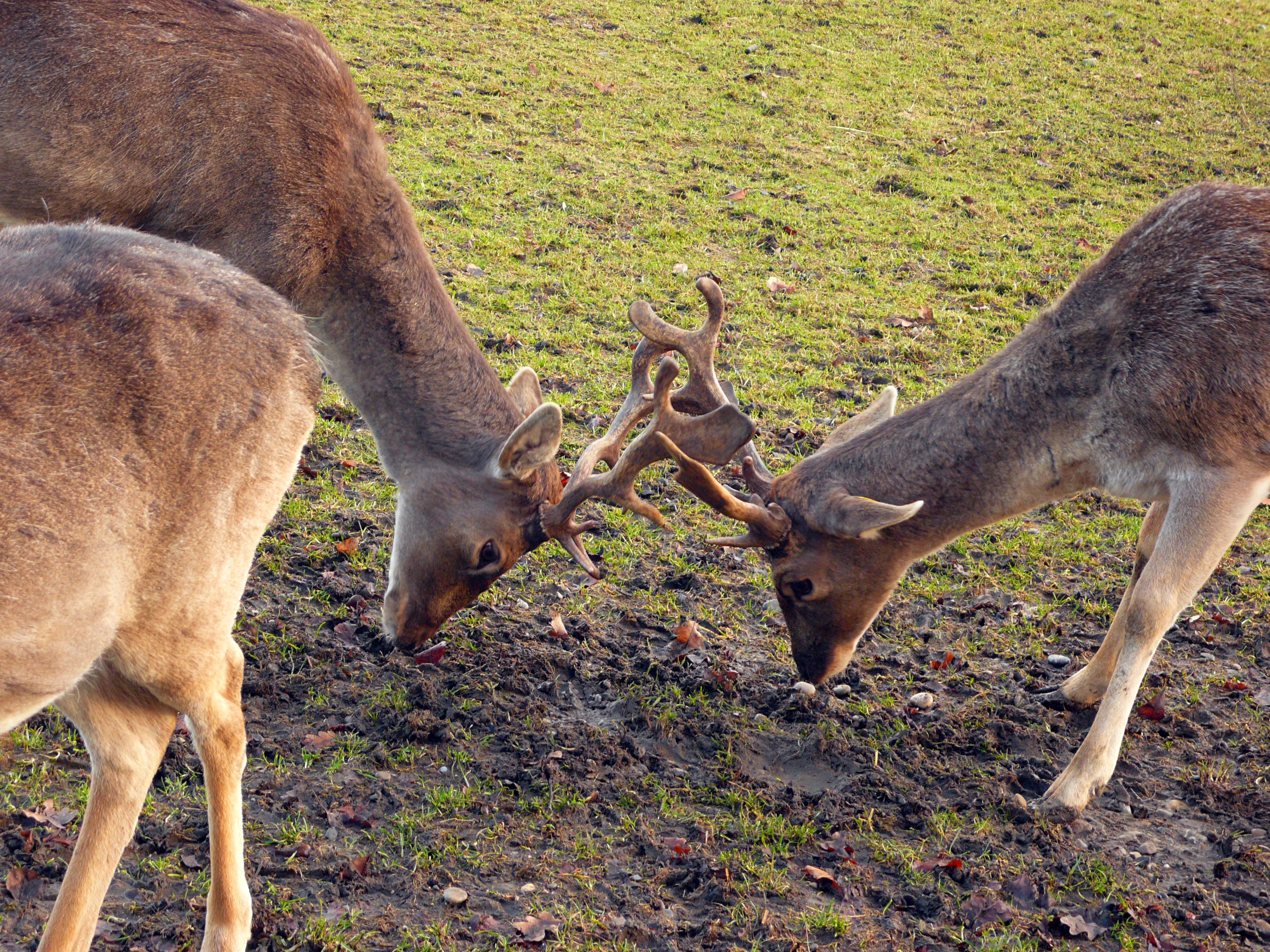
Màn chiến đấu mang tính nghi thức ở hươu hoang trong mùa động cỡn

Nhưng con hươu hoang (Dama dama) là một loài móng guốc có sử dụng một chiến lược bất thường để giao phối trong mùa động cởn. Chiến lược này là tạo ra một trường đấu (lek), một khu vực trưng bày được giới thiệu cho những con nái nơi những con đực tập hợp và cho phép con cái chọn một người bạn đời dựa trên đặc điểm của chúnng một mình trong khi giảm nguy cơ, xáo trộn để giao hợp, truyền ký sinh trùng và công sức tìm kiếm một người bạn đời. Khi con cái đến với con mồi, chúng sẽ rời đi ngay sau khi giao phối nhưng con đực sẽ có khuynh hướng ở lại trường đấu để đưa những con cái khác đến cuối mùa.
Tuy nhiên, con hươu hoang đực không thành công trong giao phối sẽ rời khỏi trường đấu sớm hơn so với những con đực khác và chúng sẽ áp dụng các chiến lược khác để bù đắp cho sự thiếu thành công giao phối của chúng trong trường đấu. Hơn nữa, thời gian trong mùa động cởn ở trường đấu tương quan tích cực với các đặc điểm hành vi của tần suất thể hiện hành vi hung hăng ở con đực, vị trí phân cấp và đặc điểm giới tính thứ cấp như kích thước. Nhìn chung, các loài tham gia trường đấu (lekking) như hươu hoang có một mùa động cởn ngắn dữ dội, nơi những con đực phải đối mặt với sự cạnh tranh gay gắt, bảo vệ lãnh thổ và quản lý con cái trong lãnh thổ của chúng.

### Nai sừng xám
Thời gian động cởn của nai sừng xám phụ thuộc vào nơi chúng sống. Ở Bắc bán cầu, nó xảy ra giữa giữa tháng Tám và giữa tháng Mười. Ở Nam bán cầu nó xảy ra giữa giữa tháng hai và giữa tháng tư. Chúng có xu hướng kéo dài khoảng 20 đến 45 ngày. Điều này thay đổi theo vĩ độ, ảnh hưởng đến thời gian của mùa xuân và mùa thu và có thể cho nai sừng xám một mùa sinh con dài hơn và động cởn dài hơn. Trong thời gian động cởn, nai sừng xám thường xuyên lảng vảng ở các khu vực xung quanh là có nước ngọt, và có xu hướng ngủ trong những khúc gỗ nặng 5-6 giờ mỗi ngày. Một con nai sừng tấm đực sẽ vẫn còn trong động dục trong 12 đến 15 giờ, nếu chúng không được giao phối trong thời gian khung thời gian này, chúng thường sẽ có chu kỳ động dục khác 18 đến 28 ngày sau đó. 

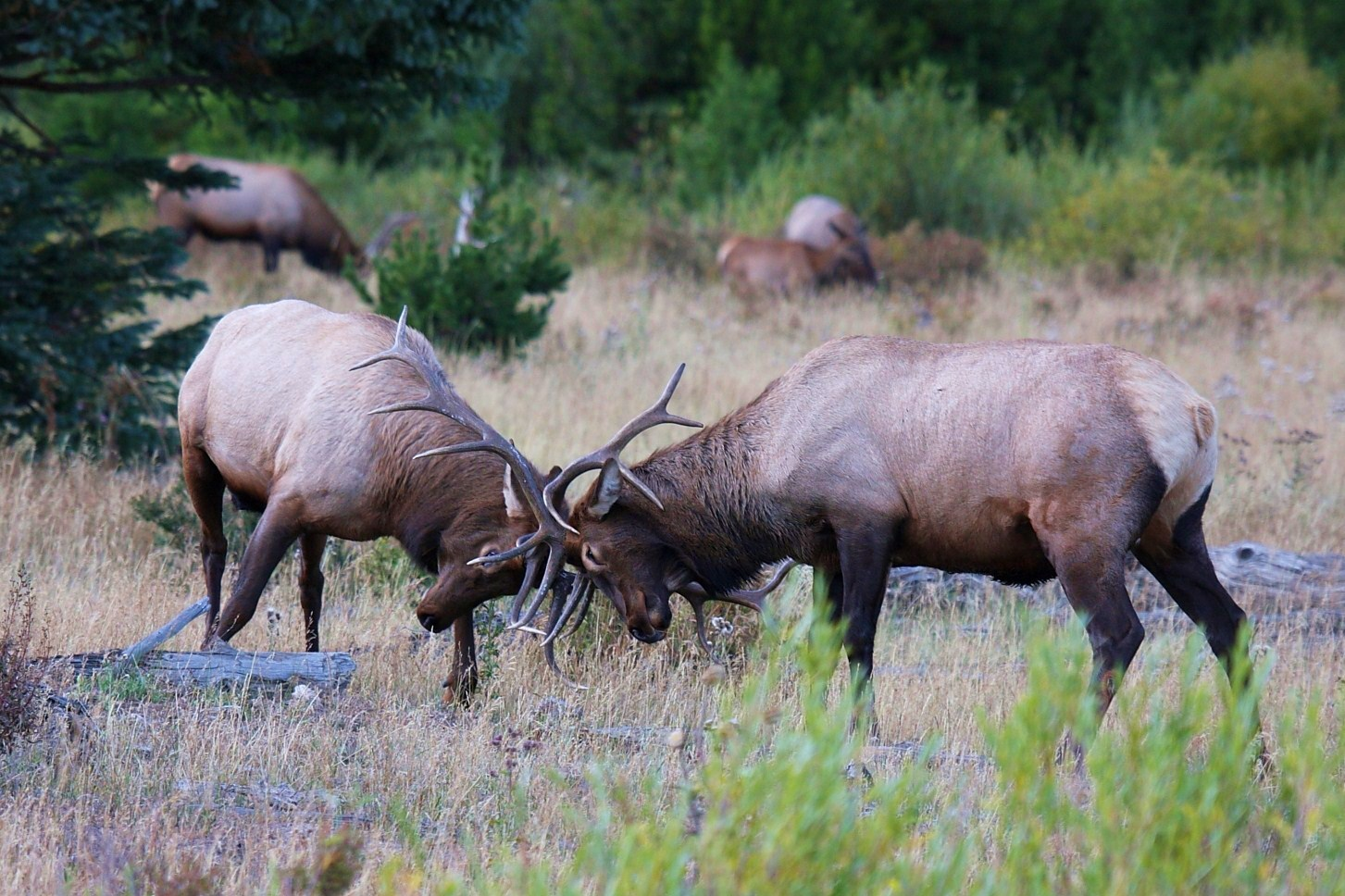
Hai con nai sừng xám đang chiến đấu trong mùa động cỡn

Những con nai sừng xám đực sử dụng một số cách phát ra âm thanh khác nhau trong suốt cuộc đua giao phối còn gọi là tiếng gọi bạn tình. Một số chỉ được thực hiện bởi một giới tính hoặc độ tuổi nhất định và mỗi loại được sử dụng vì một lý do khác. Việc đầu tiên trong số đó là tiếng gọi gắn kết được thực hiện bởi cả hai giới của nai sừng tấm, và được sử dụng để xác định vị trí khác. Một tiếng kêu thanh báo động được thực hiện bởi cả hai giới khi chúng đang cảnh giác, trong mùa động cởn những âm thanh được sử dụng thường xuyên bởi những con đực và những con đực thường xuyên đánh nhau với nhau trong cuộc cạnh tranh với những tiếng lách cách do cạ sừng vào nhau.
Kêu rống (Bugle) là một giọng kêu đặc trưng bởi những con đực. Tiếng kêu rống điển hình bao gồm ba phần âm thanh, một tần số thấp trầm đục nghe như tiếng ọ ọ. Chức năng đằng sau cấu trúc âm thanh của tiếng kêu này có liên quan trực tiếp đến sinh lý của con đực và tần suất khác nhau đi qua các môi trường khác nhau như thế nào. Về mặt sinh lý học, động vật càng lớn thì tần số âm thanh càng thấp mà nó có thể tạo ra. Điều này là bởi vì với sự gia tăng kích thước đến một sự gia tăng chiều dài giọng gấp, và nếp gấp thanh dài hơn cung cấp khả năng tăng để xuất ra âm thanh tần số thấp hơn. Bởi vì mối quan hệ này, một tiếng rống có thể được hướng tới những con hươu đực khác hoặc về phía hươu cái để chứng minh kích thước và thể trạng, sức lực của nó.
Một con đực sẽ hướng thẳng về phía con hươu nái của mình trong khi thu thập chúng hoặc trong khi đuổi theo một con hươu đực khác. Một con hươu đực sẽ hướng thẳng về phía con hươu khác để thể hiện sự thống trị của mình đối với đàn, trong khi một con hươu đực có thể sử dụng tiếng rên rỉ của mình để thách thức nó với hiệu quả lan truyền của các tần số khác nhau thông qua các môi trường khác nhau. Các nghiên cứu đã chỉ ra rằng khi hậu cung của nó tăng lên, có nghĩa là những con hươu nái trở nên phân tán hơn, hươu đầu đàn có khuynh hướng rống thường xuyên hơn nếu chúng ở gần nhau hơn. 

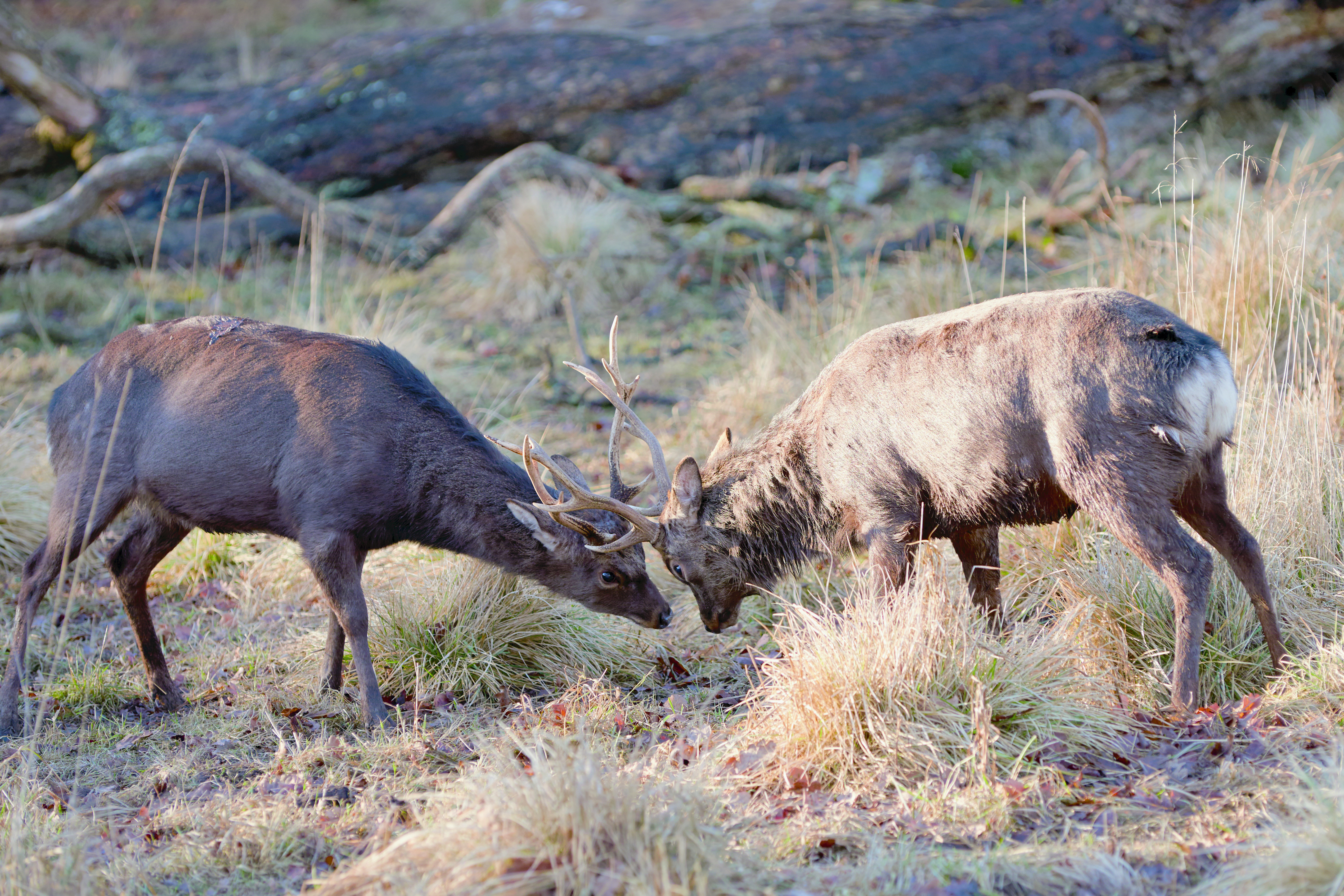
Chiến đấu trong mùa động cởn

Khả năng tạo ra âm thanh tần số cao như vậy bởi một con vật lớn như vậy là không bình thường, điều này là do khối lượng cơ thể lớn hơn tương quan thuận với nếp gấp dài hơn và do đó phát xạ tần số thấp hơn. Kích thước cơ thể lớn hơn cũng tương ứng với khả năng giảm phát ra tiếng kêu tần số cao. Những con hươu đực giải quyết điều này bằng một cơ chế giải phẫu duy nhất tạo ra âm thanh bằng cách sử dụng một đường khác với những rung động của các nếp gấp thanh, chúng sẽ co lại đường thanh quản thanh quản, đặc biệt là trong khoang mũi để tạo ra một lỗ nhỏ hơn cho không khí thở ra đi qua. Khi không khí di chuyển qua khe hở này, nó làm cho các mô rung và tạo ra các sóng âm tần số cao, bao gồm phần "còi" của tiếng kêu.
Trong mùa động cởn của nai sừng xám có sáu giai đoạn: giai đoạn trước, giai đoạn sinh sản đầu tiên, giai đoạn nghỉ ngơi đầu tiên, giai đoạn sinh sản thứ hai, giai đoạn nghỉ thứ hai và giai đoạn sinh sản thứ ba. Các mùa động cởn sớm diễn ra từ giữa tháng Tám đến đầu tháng Chín. Trong những con hươu đực trước khi động cởn bắt đầu lo lắng và quây đàn của nó lai. Những con hươu đực sẽ rống lên liên tục để thu hút con nái cũng như thể hiện sự thống trị so với những con hươu đực khác. Những con nai đực còn non và nhỏ hơn được gọi là nai đực vệ tinh, vì chúng có khuynh hướng bám vào các rìa của đàn để cố gắng chiếm lấy bất kỳ con nai nái nào sẵn sàng rời khỏi đàn. Con nai đực lớn hơn sẽ thách thức đàn nai để thử và kiểm soát đàn. Những thách thức này bao gồm cả việc chiến đấu.
Giai đoạn sinh sản đầu tiên của mùa động cỡn diễn ra giữa đầu và giữa tháng Chín. Đây là khi những con nai đực ba năm tuổi trở lên bị động dục. Phần còn lại đầu tiên của mùa động cởn xảy ra giữa giữa và cuối tháng Chín. Tại thời điểm này, những con nai già hơn chủ yếu nằm ngoài động dục và những con nai non chưa đi vào động dục vì chưa thuần thục. Trong thời gian còn lại, nai đực sẽ cố gắng tham gia đàn trong khi đàn thú đang nghỉ ngơi. Giai đoạn sinh sản thứ hai của mùa động cởn diễn ra từ ba đến bốn tuần sau giai đoạn sinh sản đầu tiên. Điều này là do những con nai trẻ tuổi đi vào thời kỳ động dục, cũng như những con nai già không sinh sản trong chu kỳ động dục đầu tiên của chúng trở lại động dục. Nai đầu đàn đực ít hung dữ hơn đối với nai đực đực chầu rìa ở giai đoạn này trong mùa động cởn do đã bị kiệt sức. Giai đoạn thứ hai của động có thể có hoạt động gây khó khăn nhất do sự kết hợp của mức testosterone của nai đực trẻ tăng lên, và con đầu đàn vẫn cố gắng duy trì sự kiểm soát đàn.
Giai đoạn nghỉ ngơi thứ hai của rut xảy ra vào khoảng giữa tháng Mười. Đến thời điểm này, những con nai đực ban đầu thường không có khả năng kiểm soát đàn, do sự suy giảm về thể chất. Nai đực không có thời gian để ăn trong thời gian động đực do liên tục chiến đấu với những con nai đực khác cũng như đuổi quây những con nai cái. Thỉnh thoảng một giai đoạn sinh sản thứ ba sẽ xảy ra. Điều này thường sẽ diễn ra vào khoảng cuối tháng 10 hoặc đầu tháng 11. Đây là kết quả của những con nai vào năm thứ nhất vào kỳ động dục cho lần đầu tiên hoặc hai con nai hai tuổi đi vào chu kỳ động dục thứ hai. Vì hầu hết đàn thú đã rời đàn vào thời điểm này trong năm, việc sinh sản thường được thực hiện bởi những con nai đực vệ tinh trẻ hơn. Sau giai đoạn này, mùa động dục sẽ kết thúc, hầu hết các con nai đực sẽ bỏ đi và hình thành đàn độc thân (bachelor) để kiếm ăn tích lũy khi vào mùa đông; tuy nhiên những con nai đực trẻ thường sẽ ở lại với những nai cái trong suốt mùa đông.

### Nai sừng tấm

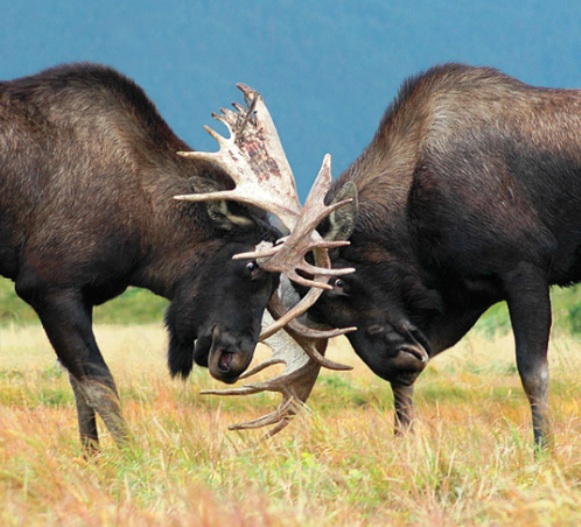
Hai con nai sừng tấm đang chiến đấu

Nai sừng tấm có một loạt các sự kiện diễn ra trong mùa động cởn mà là tương tự như những gì được nhìn thấy trong các loài hươu khác, tuy nhiên họ có một số hành vi đặc trưng mà tạo ra cho chúng một mùa động cởn khác biệt. Hành vi đầu tiên trong số những hành vi này là một dáng đi đầy tính thách thức, nơi con nai sừng tấm sẽ lắc lư qua lại và khoanh tròn con bò đối thủ trong khi nhúng gạc xuống. Một hành vi điển hình khác được nhìn thấy trong nai sưng tấm đặc biệt là trong giai đoạn trước khi vào mùa động cởn là chiến đấu giả. Đây là một màn trình diễn nghi thức có nghĩa là để xua đuổi những con đực đối thủ khác, nơi con nai sừng tấm đực sẽ phá hủy cây cối và thảm thực vật trước khi tham gia vào một cuộc chiến.
Ngoài ra, một hành vi được gọi là thức ăn chuyển vị được quan sát thấy trong con nai đực và nó đề cập đến các chuyển động vội vàng do con nai sừng tấm tạo ra trong khi nó đang ăn vì nó giữ một cái nhìn mãnh liệt trên con nai sừng tấm đối thủ. Hơn nữa, như đã thấy trong các loài nai khác, con nai đực sẽ đào hố bùn và ngâm chúng trong nước tiểu và những con cái sẽ chiến đấu với sự chiếm hữu của những hốc này. Ở Bắc Mỹ, các biến thể của con nai trước mùa bắt đầu thường bắt đầu vào tháng 8 và được đánh dấu bằng con nai đực để lại những con nai đực vệ tinh trẻ hơn.
Trong giai đoạn này, có nhiều cuộc chiến giả lập và kết thúc vào tháng 9 khi con nai đực xuất hiện từ những khu vực rừng rậm. Sau đó, bắt đầu giai đoạn tìm kiếm nơi con đực tìm kiếm con nai cái trong động dục. Khi một người bạn tình tiềm năng đã được tìm thấy, con đực bước vào giai đoạn trình diễn của giai đoạn kéo dài từ một đến ba ngày. Nếu thành công nó sẽ giao phối với nai cái trong vài ngày và sau đó chuyển sang một đối tác mới. Mô hình hành vi này sau đó sẽ lặp lại với bạn tình kế tiếp cho đến cuối tháng 10 hoặc đầu tháng 11. Sau mùa giao phối, nai đực sẽ dành nhiều giờ nghỉ ngơi và ăn uống trước khi hình thành các nhóm mùa đông thông thường.

### Ở loài voi
Ở voi, mùa sinh sản ít rõ rệt hơn ở các loài móng guốc khác và thường tăng vọt khi mùa mưa xảy ra hoặc không lâu sau đó. Động cởn ở voi đã được quan sát thấy ở cả voi châu Phi và châu Á và nó được gọi là cơn hăng (musth), ý nghĩa của nó có nguồn gốc từ từ tiếng Urdu có nghĩa là nhiễm độc. Các đặc điểm nổi bật nhất của một con voi trong mùa động cởn là sự tăng cường hoạt động tình dục và tích cực cùng với tiết tuyến thời tiết phong phú và việc xả nước tiểu liên tục. Ngoài ra nó đã được quan sát thấy rằng voi đực sẽ có một nồng độ testosterone cao hơn và tăng khả năng kết hợp với các nhóm voi cái khác trong cơn hăng. Tương tự như hươu nai hoặc dê núi, voi sẽ dùng ngà cày xới thảm thực vật, cây cối và đôi khi là tấn công các loài vật khác.

### Ở ngựa hoang

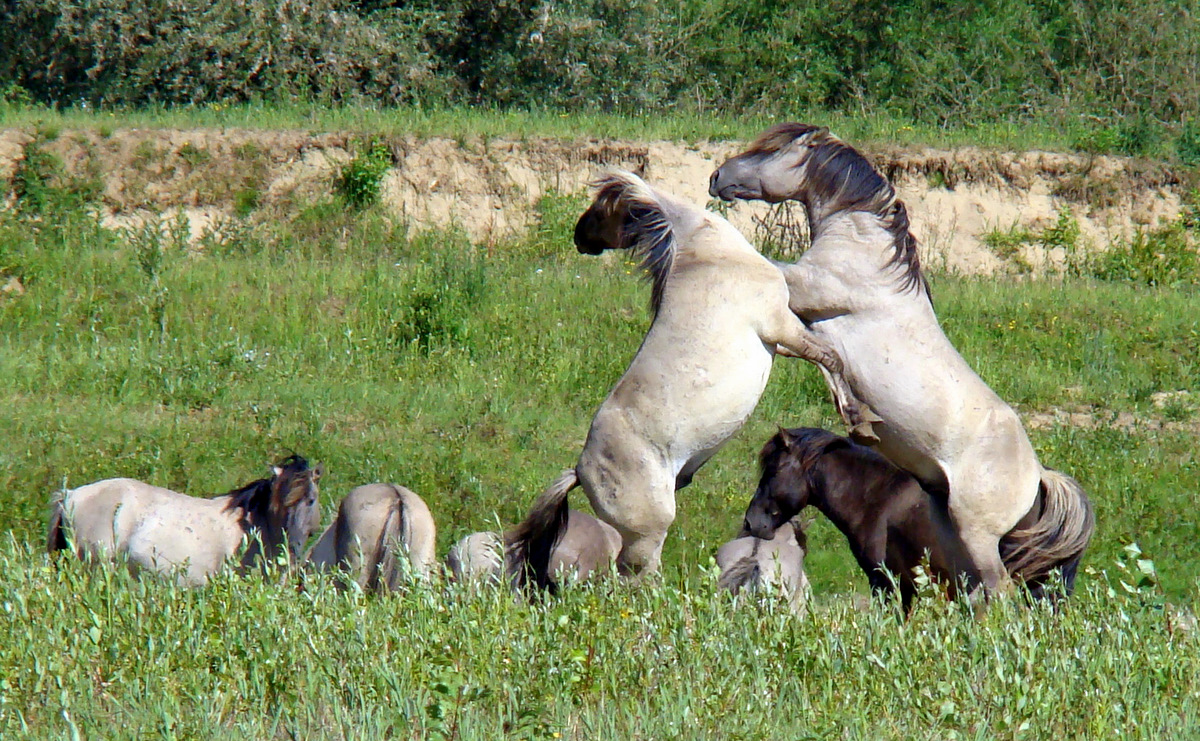
Những con ngựa hoang đang chiến đấu giành quyền thống trị

Vào mùa động cởn, những con ngựa đực giống sẽ phô diễn màn chiến đấu để giành bạn tình. Chúng tham gia vào những trận kịch đấu với đồng loại để tranh giành quyền thống trị. Khi đó, những móng guốc mạnh mẽ được giương lên cao, lỗ mũi mở rộng hết cỡ hai con ngựa hoang bắt đầu bước vào cuộc chiến đầy uy quyền để được quyền giao phối trong mỗi mùa xuân hàng năm. Đó là một nghi lễ không thể thiếu của loài ngựa quen sống trong đàn khoảng 200 con, trong đó, những con đực phải chiến đấu để bảo vệ bạn tình của mình khỏi những kẻ ve vãn khác.
Những cuộc chiến giữa các con vật mà trọng lượng của chúng có thể đạt tới gần tới nửa tấn này hẳn nhiên là không thể không có cảnh đổ máu, những trận đối đầu kiểu này cực kỳ đau đớn, thường để là những tổn thương không nhỏ, thậm chí khi hai đối thủ cân sức cân tài, trận đấu sẽ trở nên đẫm máu. Những cú tấn công chết người luôn kèm theo tiếng hí vang khắp thảo nguyên mỗi mùa xuân. Nhưng kết quả là con đực thắng cuộc sẽ giành được quyền giao phối với đối tác, còn kẻ thua cuộc phải lén ra một chỗ khác liếm vết thương của mình.
Đặc quyền cao quý hơn nữa dành cho kẻ thắng cuộc là nó không chỉ được quyền sở hữu một con cái mà có hẳn một "hậu cung" đông đảo từ 8 tới chín con. Nó được phép sở hữu cả nhóm ngựa cái này đảm bảo khả năng di truyền của nó là cao nhất. Nhưng điều đó cũng đồng nghĩa với việc nó sẽ phải không ngừng chiến đấu ngăn chặn những con đực khác tìm cách đòi được chia sẻ hậu cung của nó. Giành được quyền thống trị đồng nghĩa với việc chúng có thể giao phối với bất cứ con ngựa cái nào mà chúng muốn. 